# Kazachstán na Letních olympijských hrách 2004
Kazachstán na Letních olympijských hrách v roce 2004.

## Medailisté
| Medaile | Jméno             | Sport    | Soutěž                           |
| ------- | ----------------- | -------- | -------------------------------- |
| Zlato   | Bachtijar Artajev | Box      | Muži váha lehká střední do 69 kg |
| Stříbro | Sergey Filimonov  | Vzpírání | Muži do 77 kg                    |
| Stříbro | Gennady Golovkin  | Box      | Muži váha střední do 75 kg       |
| Stříbro | Gennadij Lalijev  | Zápas    | Muži volný styl do 74 kg         |
| Stříbro | Giorgi Curcumija  | Zápas    | Muži řecko-římský do 120 kg      |
| Bronz   | Mchitar Manukjan  | Zápas    | Muži řecko-římský do 66 kg       |
| Bronz   | Dmitrij Karpov    | Atletika | Muži desetiboj                   |
| Bronz   | Serik Yeleuov     | Box      | Muži lehká váha do 60 kg         |